# Pierre Taribo
Pierre Taribo, né en 1942, est un journaliste français.

## Biographie
Pierre Taribo est rédacteur en chef de L'Est républicain de 1989 jusqu'en janvier 2000, date à laquelle il devient directeur général délégué du quotidien économique La Tribune. Dès le mois de mai suivant, il retrouve ses fonctions à L'Est républicain.
En janvier 2008, il annonce son intention de briguer la mairie de Nancy aux élections municipales sous les couleurs du MoDem, avant d'y renoncer. Il est remplacé par Rémi Godeau au quotidien.
Il est l'auteur de deux ouvrages consacrés à François Bayrou, président du MoDem.
Il travaille actuellement[Quand ?] à l'hebdomadaire Le Nouvel Économiste. Il est également directeur de la rédaction locale de Nancy de l'hebdomadaire lorrain La Semaine.

## Publications
- François Bayrou : la terre, les lettres et l'Élysée, Éditions du Moment, 2009  (ISBN 978-2-35417-048-6)[3]
- François Bayrou, le paysan qui rêvait d'être président, Éditions du Moment, 2012[4]